# Saldo migratorio

Mapa del mundo según su saldo migratorio, que puede ser positiva (azul), negativa (naranja) o estable (verde). En gris los países no cuentan con datos al respecto.

El saldo migratorio, o migración neta, es el balance que existe entre la inmigración y la emigración en un determinado lugar y en un determinado periodo de tiempo (normalmente, un año). Cuando el saldo migratorio es positivo, la población aumenta y hay más inmigrantes que emigrantes; cuando el saldo migratorio es negativo, la población disminuye y hay más emigrantes que inmigrantes.
El saldo migratorio se distingue del crecimiento natural de la población, que es la diferencia entre la natalidad y la mortalidad en un lugar a lo largo de un determinado periodo.

## Cálculo

### Número absoluto
Se puede expresar como un número absoluto, como la diferencia entre el número de entradas por migración y el número de salidas por migración:
{\displaystyle Saldo\ migratorio=N{}^{o}\ emigrantes-N{}^{o}\ inmigrantes}

### Tasa de migración neta
También se puede expresar como una tasa o cociente respecto de la población del país, que es la diferencia entre la tasa de inmigración y la tasa de emigración, y a su vez es la diferencia entre el número de inmigrantes y emigrantes dividida entre la población del territorio:
{\displaystyle TMN=TI-TE={\frac {I-E}{P}}}
A menudo, la población (P) considerada en el denominador es la población inicial del territorio, pero también se ha utilizado la media aritmética entre la población inicial y la población final:
{\displaystyle TMN={\frac {I-E}{{\frac {1}{2}}\cdot (P_{i}+P_{f})}}}